# Möcklö
Möcklö är en tätort och en halvö i Ramdala socken i Karlskrona kommun i Blekinge län. Bebyggelsen klassades av SCB som småort mellan 1990 och 2023 för att därefter klassas som tätort. 
Östra Möcklö är ett Natura 2000-område, till största delen bestående av strandängar och trädklädd betesmark. Möcklö uppvisar en rik artflora, med flera sällsynta arter som till exempel orkidéerna Adam och Eva, S:t Pers nycklar och Göknycklar.